# Pancrace
Pour les articles homonymes, voir Pancrace (homonymie), Saint Pancrace et Saint-Pancrace.
 (avril 2012).
Si vous disposez d'ouvrages ou d'articles de référence ou si vous connaissez des sites web de qualité traitant du thème abordé ici, merci de compléter l'article en donnant les références utiles à sa vérifiabilité et en les liant à la section « Notes et références ».
Le pancrace (grec ancien : παγκράτιον / pankrátion) est un sport de combat grec, permettant au temps des Jeux olympiques antiques de pratiquer quasiment toutes les techniques. Il était juste interdit d'introduire le doigt dans l’œil ou dans la bouche de l'adversaire, et de lui tirer l'oreille ou les parties génitales. C'était un sport très technique, mais pas le plus dur ; le pugilat était en effet réputé plus violent. De grands champions olympiques de cette époque ont marqué l'histoire comme Polydamas de Skotoussa qui fut champion olympique en 408 av. J.-C. , Théagène de Thasos, ou encore Milon de Crotone. Le lutteur de pancrace est appelé pancratiaste. 

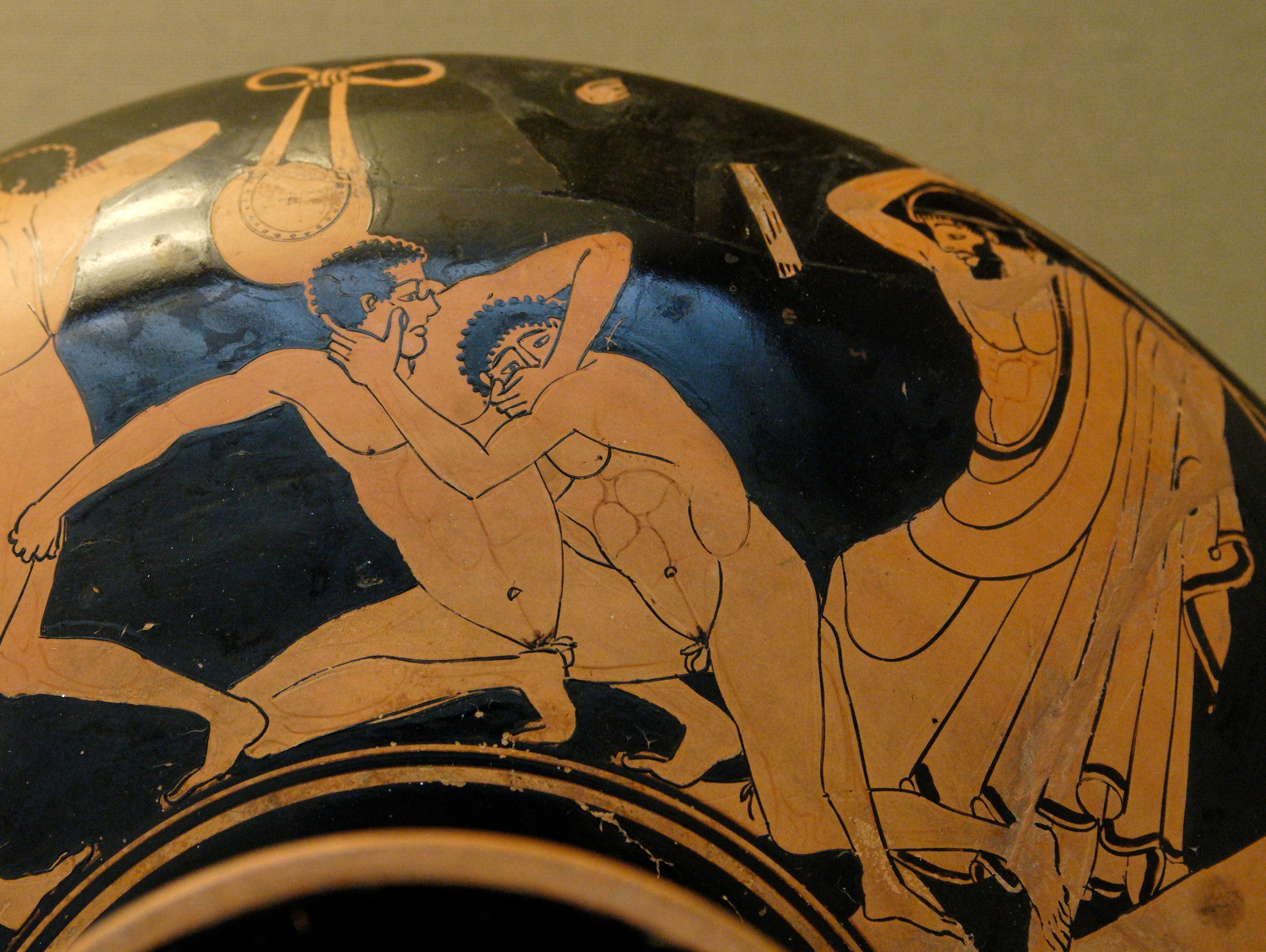
Scène de pancrace : un arbitre punit avec une baguette un athlète qui met les doigts dans l'œil de son adversaire. Kylix du Peintre de la Fonderie, 490-480 av. J.-C., British Museum (E 78).

## Pancrace aux Jeux olympiques antiques
Le pancrace fait partie des épreuves qualifiées de « gymniques » (γυμνικοὶ ἀγῶνες / gumnikoì agônes) c'est-à-dire, au sens propre, « nues », parce que les athlètes y concourent complètement nus, telles que le pentathlon et les courses (hors la course en armes). Il fait partie plus précisément des épreuves dites « lourdes » (βαρέα ἆθλα / baréa ãthla), pour lesquelles est nécessaire une aire spéciale (σκάμμα / skámma), dont la terre a été ameublie, telles que la lutte (πάλη / pálê) et le pugilat (πύξ / púx ou πυγμαχία / pugmakhía).
La dernière épreuve est le pancrace (παγκράτιον / pankrátion[pertinence contestée]), qui recherche également la mise hors de combat de l'adversaire, sans autre interdiction que de mettre les doigts dans les yeux de l'adversaire, de lui arracher une partie du corps ou de le mordre.

## Pancrace contemporain
Ce style de combat est très complet puisqu'il permet des échanges aussi bien debout (boxe) qu'au sol (lutte). Un combat peut donc se dérouler entièrement debout ou se transformer en lutte au sol dès les premières secondes selon la technique des combattants. L'arbitrage de la discipline permet sur le plan tactique de ne privilégier aucun style en particulier, seul l'athlète dominant l'ensemble des techniques (frappes pieds-poings, prises douloureuses, projections, combat au sol, techniques de soumission, maîtrise de l'espace et de la zone de combat) pouvant l'emporter à compétences physiques égales entre deux pancratiastes.

### Salut
Ce sport conserve certaines traditions dans la pratique. En effet, à la différence des arts barbares, dans la mentalité grecque, les « Grecs ne se prosternent pas mais saluent seulement » (en grec moderne, Οι Έλληνες δεν προσκηνούν, μόνον χαιρετούν). Au pancrace, cette caractéristique persiste.
Lors du salut, le pancratiaste reste debout et tend le bras droit vers le côté droit de la tempe à l'adresse du professeur, le proponitis (en grec moderne προπονητής, entraîneur) en déclarant : Erroso ô proponita, "Salut à toi, entraîneur". Le salut, dit en grec ancien, se fait envers une personne et vers les autres. L'enseignant salue ses élèves : Érrôsthe (Έρρῶσθε).
Cette réciprocité dans les rapports sociaux entre entraîneur et élève marque une différence fondamentale avec les autres sports de combat et arts martiaux où le lien de subordination est la règle de la relation dans le club.

### Équipement requis
Gants libres bleus ou blancs à doigts ouverts de type free fight, protège-dents, coquille, protège-tibias et pieds ainsi que l’ἒνδυμα, endyma, tenue officielle du WGPC (World Grappling and Pankration Committee) composé du chitonion (veste) et du periskelis (pantalon) ou une tenue de type "gi" (comme le judogi au judo) ou encore un short et un rashguard, toujours dans les dominantes de couleurs bleues ou blanches. Le corps d’arbitrage doit être vêtu d’un pantalon et d’un polo noirs et de chaussures de sport noires. Les arbitres doivent porter une manchette blanche à leur poignet gauche et une manchette bleue à leur poignet droit. L’arbitre central porte également des gants chirurgicaux. Les entraîneurs sont vêtus d'une tenue sportive aux couleurs de leur club, nation, etc.

### Aire de combat

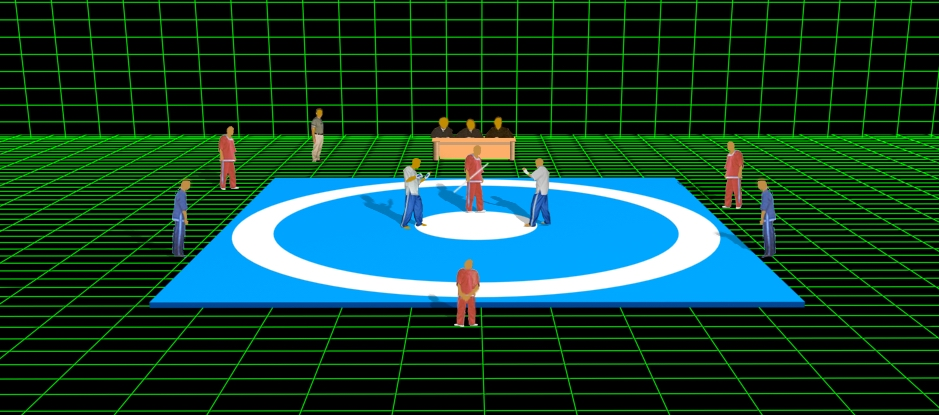
Palestre.

Pour toutes les compétitions de la FILA, des tapis de compétition homologués de 12 × 12 m ou 10 × 10 m contenant un cercle de huit à dix mètres sont utilisés. Le centre des tapis contient un cercle d’un mètre de diamètre qui sert de point de départ pour les deux adversaires. Une zone de protection de deux mètres minimum est garantie. En pratique, une salle équipée de tapis et d'une bâche de lutte suffit à pratiquer le pancrace.

### Techniques
Concernant le combat en lui-même, toutes les techniques de pieds, poings, genoux et coudes contrôlées sont autorisées. La frappe au visage est autorisée selon certaines conditions et maîtrisée selon les catégories. Toutes les techniques de projections sont autorisées mais sans écraser volontairement l'adversaire dans le but de lui faire mal. Le combat arbitré par l’hellanodice (ἐλλανοδίκης, membre du jury) central et trois hellanodices périphériques, permet en outre de s'assurer, dans le respect des règles, de l'intégrité des combattants. Les frappes au sol ne sont pas autorisées. Toutes les techniques de soumission sont autorisées. Les clés par compression musculaires sont également autorisées. Les étranglements en revanche sont interdits.
La durée d'un combat de pancrace sportif (pankration athlima) est de cinq minutes pour les seniors, quatre minutes pour les juniors et vétérans, trois minutes pour les cadets, deux minutes pour les benjamins et d'une minute pour les enfants.

### Épreuves de pancrace
Le terme pancrace englobe aussi bien les disciplines sportives que martiales.
Dans le sport pancrace sportif (pankration athlima), il existe l'épreuve de pankration, qui est le combat un contre un sans arme. C'est ce style qui est le plus largement pratiqué en compétition.
Il existe également les palaismata (παλαίσματα) qui sont des combats chorégraphiés opposant deux partenaires à mains nues dans un style auto-défense, laissant parfois place à des démonstrations martiales de haut niveau technique et visuel.
Enfin, l'épreuve du polydamas (en hommage au combat et à la victoire de Polydamas de Skotoussa contre les trois immortels perses) oppose un combattant à mains nues contre trois attaquants armés respectivement d'une lance, d'une épée, et d'une dague. Ce combat est également chorégraphié et permet de démontrer la supériorité technique d'un pancratiaste face à trois attaquants armés.
Enfin, il existe aussi une version plus martiale du pancrace, à l'origine extrêmement violent, qui adaptée au contexte actuel est une base complète pour l'autodéfense.

### Structure officielle
La FILA (Fédération internationale des luttes associées) a officiellement reconnu le WPAC (World Pangration Athlima Committee) et ses fédérations nationales associées (FPF — Fédération Pankration Française pour la France) pour la pratique du pancrace dans le monde. Elle a ensuite créé le WGPC (World Pankration & Grappling Committee). Les seuls titres mondiaux, nationaux, régionaux, départementaux, interclubs officiels et grades officiels sont donc ceux obtenus auprès des fédérations et clubs affiliés. À ce jour[Quand ?], le PCO (Pancrace Club Othenin), le PCN (Pancrace Club Nantais), le COS Sambo (Club Olympique de Sartrouville) représentent quelques-uns des clubs affiliés habilités à enseigner et promouvoir le pancrace en France. La spécificité de son règlement sportif issu de la FILA est qu'elle autorise les frappes au sol alors que le ministère des Sports en France considère cette pratique comme dégradante et contrevenant à la loi en s'appuyant sur une recommandation de l'Union Européenne.
La FFSCDA, fédération délégataire d'État de 45 000 membres, propose un pancrace différent en qualité de discipline associée. Il s'agit d'une forme de pancrace plus proche d'un mélange de boxe thaï debout et d'agrafe au sol (grappinage), où les règles sportives sont différentes (frappes au sol interdites) ce qui lui permet d'être pratiquée en France sans problème. La FFSCDA revendique plusieurs milliers de licenciés en pancrace et organise des championnats régionaux et un championnat national tous les ans.